# Брейс, Стефан
Стефан Брейс (нидерл. Stefan Brijs; род. 29 декабря 1969, Генк, Бельгия) — бельгийский (фламандский) писатель, автор романа «Создатель ангелов» (нидерл. De Engelenmaker, 2005). Лауреат многочисленных литературных премий: публичный приз De Gouden Uil,  Prix des Lecteurs Cognac, приз KANTL и Euregio-Schüler-Literaturpreis.

## Биография

### Хронология жизни и образование
Стефан Брейс родился в 1969 году в городе Генк в Бельгии, там же провел детство. B 1990 году получил педагогическое образование и работал в средней школе, где сам раньше учился. Работал в качестве педагога на протяжении 9 лет. С 1994 по 1997 году проживал в городе Зонховен (нидерл. Zonhoven), затем переехал в родной город Генк. В 2003 году переехал с женой в городок Конингсхоойкт (нидерл. Koningshooikt) неподалеку от города Антверпен. Спустя 10 лет решил переехать на юг Испании, в город Малага.
Стефан Брейс увлекался литературной деятельностью с 16 лет и точно знал, что когда-нибудь станет писателем. Но только в 1999 году он решил полностью погрузиться в литературное дело. До этого он часто писал рассказы для двух бельгийских газет (De Morgen и De Standaard). На сегодняшний день[когда?] им написано 7 произведений. Некоторые его романы были награждены литературными премиями.

## Творчество

### Дебютный роман и эссе
Стефан Брейс дебютировал в 1996 году своим первым романом De Verwording (с нидерл. — «Становление»), изданным «Атласом» (Амстердам). По словам писателя, ему трудно было найти издательство и только через год издательство «Атлас» согласилось на публикацию романа. После публикации он больше не переиздавал свой первый роман, так как считал его лишь упражнением для своих следующих произведений. Этим романом он заслужил первое признание среди критиков за динамичный стиль его магически-реалистичного произведения[что?]. С тех пор Брейс считался большим талантом и надеждой фламандской литературы.
Его второе произведение, De Kruistochten (с нидерл. — «Крестовые походы»), вышло в 1998 году. Для написания этого романа он провел много исследований об умерших фламандских писателях, таких как Густав Вермерс (Gustaaf Vermeersch) и Карел ван де Вустейне (Karel van de Woestijne). Все свои мысли и впечатления он описал в новой книге в стиле эссе.

### Дальнейшая работа
Arend (с нидерл. — «Орёл») является его вторым романом, опубликованном в 2000 году. Книга рассказывает историю молодого человека, который физически деформирован[что?] и ищет понимание, любовь и заботу окружающих. Он мечтает летать и готов все сделать, чтобы осуществить свою мечту.
В 2001 году вышла монография Villa Keetje Tippel (с нидерл. — «Вилла Кити-вертихвостки»). В этой монографии Стефан Брейс рассказывает о жизни голландской пролетарской писательницы Ниль Дофф, о её вилле в Генке и о городе Генк, где он сам провел большую часть жизни.
Зимой того же года Стефан Брейс опубликовал рождественскую историю Twee levens (с нидерл. — «Две жизни»). В этом романе двое незнакомых людей встречаются и празднуют вместе рождество, что связывает их жизни навсегда.
B 2005 году писатель издал новую книгу — De Engelenmaker (с нидерл. — «Создатель ангелов»). Эта книга — единственная его работа, которая была переведена на русский язык. Это рассказ об ученом, который пытается клонировать, но терпит неудачу. Одинокий ученый не теряет надежды и продолжает свои исследования. Автор этой книгой затрагивает темы этики, философии и религии и если не шокирует, то точно оставляет глубокий отпечаток в сознании читателя.
Роман стал успехом не только в Бельгии, но и в других странах, так как права на перевод проданы в 15 странах. В 2010 году книга была переведена на русский. Перевод с нидерландского был сделан И.Трофимовой и В.Трениным, и название книги на русском звучит как «Создатель ангелов». В России было продано около 2000 экземпляров, что тоже является успехом.
Данная работа была номинирована на несколько литературных премий, в том числе «За лучшую прозу» Королевской академии нидерландского языка и литературы (2006) и за «Лучшее литературное произведение» (2007). Стефан Брейс получил за это произведение бельгийскую литературную премию «Золотая Сова» (нидерл. De Gouden Uil Literatuurprijs). Два независимых жюри, каждое состоящее из пяти экспертов, каждый год в каждой категории номинируют пять книг в шорт лист.
В 2006 году была опубликована биография нескольких фламандских писателей Korrels in Gods grote zandbak (с нидерл. — «Крупинки в Божьей песочнице»). Книга написана в стиле эссе, в этот раз о писателях из города Турнхоут (Turnhout).
Его следующий роман под названием Post voor mevrouw Bromley (с нидерл. — «Почта для госпожи Бромлей») был опубликован в 2011 году. В этот раз речь идет о военном романе. Действие разворачивается во время Первой мировой войны. Это рассказ о юноше, который хочет попасть в армию со своим братом, чтобы защищать родину. К его сожалению, брат предпочитает учиться и отказывается идти в армию. Главный герой решает в итоге идти на фронт, оставляя при этом брата одного.
В 2015 году вышел роман Maan en zon (с нидерл. — «Луна и солнце»), который был переведен на французский. Главный герой Макс хочет стать преподавателем против желания своего отца. Ему почти удается достичь своей мечты, но когда отец заболевает, он обязан поменять свои планы, чтобы начать работать таксистом и этим финансово помогать семье. Этот рассказ отличается от других произведений писателя, где всегда есть магический элемент. По сравнению с другими историями, эта книга более реалистичная и драматическая.
В 2017 году был опубликован Andalusisch dagboek (с нидерл. — «Андалузский дневник») в котором он описал место, в котором он проживает с 2016 года. Стефан Брейс в этой книгe рассказывает о местности, культуре, своих ощущениях и событиях на юге Испании.